# Bernhard Studer (homme politique)
Pour les articles homonymes, voir Studer et Bernhard Studer.
Bernhard Studer, né le 7 avril 1820 à Berne et mort le 19 octobre 1911 dans la même ville, est une personnalité politique et un pharmacien suisse.

## Biographie
Après avoir suivi ses études de pharmacien à l'université de Bonn, il reprend la pharmacie de son père en 1856 ; il fonde la société cantonale bernoise de pharmacie en 1861 et la préside jusqu'en 1878. 
Sur le plan politique, il est élu au législatif et à l'exécutif de la bourgeoisie puis de la ville de Berne. Il est ensuite élu comme député au Grand Conseil du canton de Berne de 1878 à 1882.

## Source
- Hans Braun, « Studer, Bernhard » dans le Dictionnaire historique de la Suisse en ligne, version du 17 juillet 2012.